# Quatre beautés de la Chine antique
Les quatre beautés de la Chine antique (chinois simplifié : 四大美女) sont les quatre plus belles femmes du monde chinois antique, à savoir Xi Shi, Wang Zhaojun, Diao Chan et Yang Guifei. Parmi celles-ci seule Diao Chan est un personnage fictif, du roman Les Trois Royaumes.
À noter que parfois, Diaochan est remplacée par la concubine Yu[réf. nécessaire].

## Les Quatre beautésdu musée de l'Ermitage

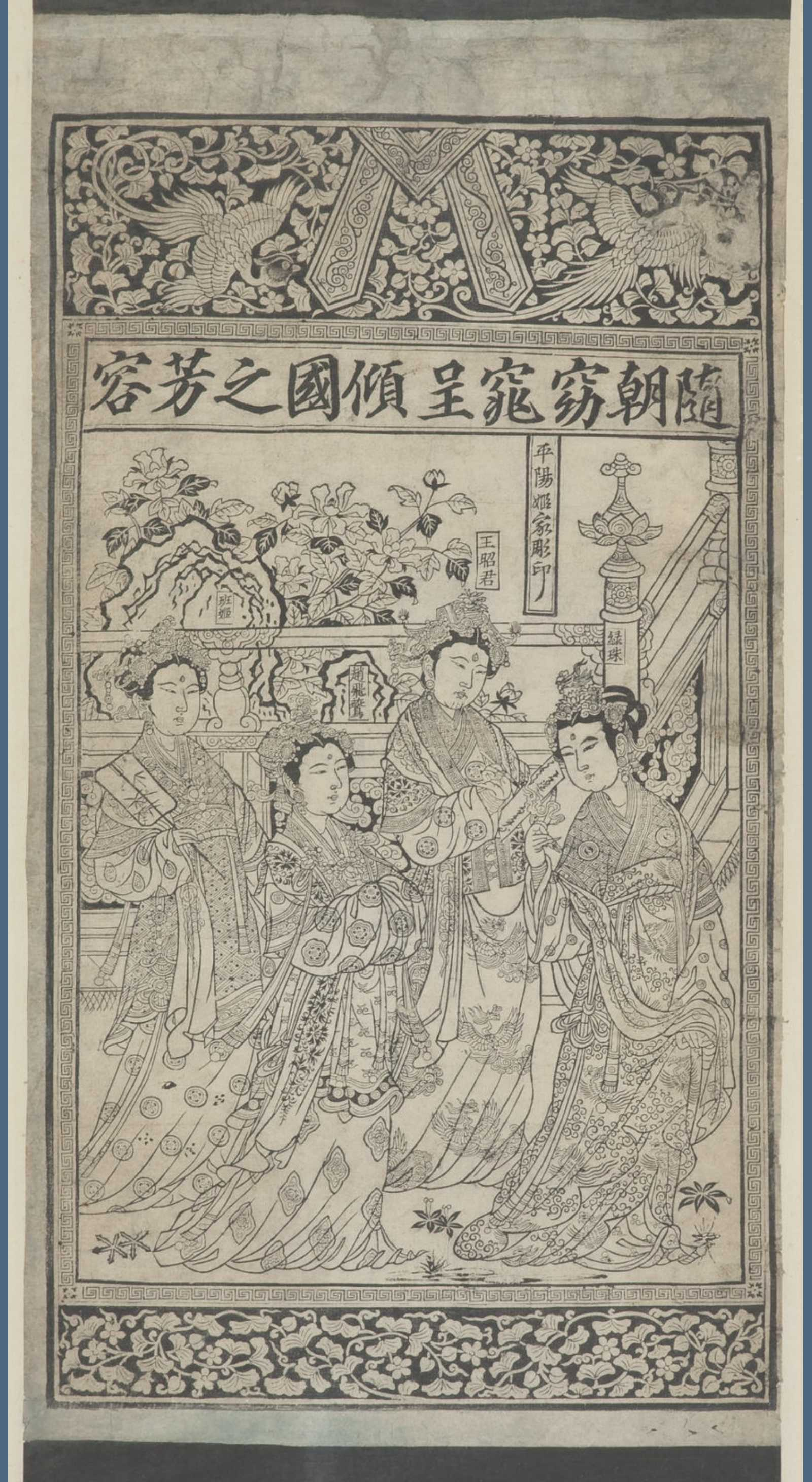
Les Quatre beautés,, Musée de l'Ermitage.

L'estampe du musée de l'Ermitage a été découverte en 1909 dans le Gansu. Elle représente, de gauche à droite, Ban Ji, Zhao Feiyan, Wang Zhaojun et Lu Zhu (morte en 300). Elles ont vécu sous la dynastie des Han, excepté Lu Zhu, qui a vécu sous celle des Jin. Une cartouche avec son nom surmonte chacun des personnages. L'estampe pourrait être datée entre les Song du Nord (960-1127) et les Song du Sud (1127-1279). Il s'agit probablement d'une image de nouvel an, destinée à être collée sur un mur. Ces images allant par paire, le pendant de celle-ci est perdu. Le cartouche horizontal de six caractères précise que l'estampe a été gravée par la maison Ji à Pingyang.
Le nom complet de l'estampe, présent dans le registre horizontal, est Beautés charmantes à renverser les royaumes de la dynastie Sui.